# ام‌وی گولفوس
ام‌وی گولفوس (به انگلیسی: MV Gullfoss) یک کشتی بود که طول آن ۱۰۸٫۲ متر (۳۵۵ فوت) بود. این کشتی در سال ۱۹۵۰ ساخته شد.